# 馬茂
马茂（?—?），三国孙吴将军。
马茂原为曹魏淮南郡钟离县长，为王凌所失，叛入孙吴。孙权任命他为征西将军、九江郡太守、外部督，封侯，领千兵。孙权多次出苑中，与公卿诸将射猎。赤乌八年（245年）七月，马茂与兼符节令朱贞、无难督虞钦、牙门将朱志等合谋，等孙权在苑中，公卿诸将在门口未进入时，让朱贞持节称诏，将他们全部执拿；马茂率兵入苑攻击孙权，分据宫中和石头坞，派人报告曹魏。事发，以谋逆被诛，夷三族。